# Ján Popluhár
Ján Popluhár (ur. 12 września 1935 we wsi Čeklís – obecnie Bernolákovo, zm. 6 marca 2011 tamże) – słowacki piłkarz, obrońca. Srebrny medalista mistrzostw świata '62.
Był piłkarzem Rudej Hvezdy Brno, Slovana Bratysława, Olympique Lyonnais i Zbrojovki Brno. W reprezentacji Czechosłowacji wystąpił 62 razy w latach 1958–1967. Podczas MŚ '62 wystąpił w pięciu spotkaniach Czechosłowacji w turnieju. Brał udział w mistrzostwach świata '58, był brązowym medalistą mistrzostw Europy '60.
W 2003 roku uznany za najlepszego słowackiego piłkarza pięćdziesięciolecia przez słowacki związek piłkarski.

## Odznaczenia
- Order Ľudovíta Štúra I Klasy – 2002[4]